# تولی (اسلام)
تَولّیٖ (به عربی: تَوَلّیٖ) که به اشتباه تولّا خوانده می‌شود، یکی از فروع دین اسلام در مذهب شیعه، به‌معنی دوست‌داشتن خدا و دوست‌داشتن دوستان خدا (اهل‌بیت) و محبت آنان را در دل داشتن است.